# Flugplatz Landskrona

i7
i11
i13
Der Flugplatz Landskrona (auch schwedisch: Enoch Thulins flygplats; IATA-Code: JLD, ICAO-Code: ESML) ist ein öffentlicher Flugplatz, 8 km nordöstlich von Landskrona in der schwedischen Provinz Skåne län.

## Flughafendaten
Der Flugplatz hat eine Asphaltpiste mit 1190 m Länge und 30 m Breite sowie eine Graspiste mit 1050 m und 90 m Breite (wird auch als Hubschrauberlandeplatz verwendet). Die Seehöhe beträgt 59 m.

## Geschichte
Am 14. Mai 1959 wurde der Flugplatz eingeweiht. Er wurde Thulin-Feld zum Gedenken an Enoch Thulin, einen Pionier der schwedischen Flugzeugindustrie, benannt. Der Flugplatz ist im Besitz des Landskrona Flygklubb. Es besteht kein Linienflugverkehr, der Flugplatz wird nur von kleinen Motorflugzeugen angeflogen. Der Flugplatz wird auch für den Segelflug und durch einen Modellflugzeugklub genutzt.